# 盛岡中劇
盛岡中劇（もりおかちゅうげき）または中央映画劇場（ちゅうおうえいがげきじょう）は、岩手県盛岡市大通1丁目9-12 第8大通ビル5階に所在する、株式会社中央映画劇場が経営している映画館。
1997年（平成9年）12月に「盛岡映画館通り」に開館し、2スクリーン計247席を有する。元々は1935年（昭和10年）から2012年（平成24年）まで近隣に所在していた（初代）中央映画劇場の別館だった。

## 歴史

### （初代）中央映画劇場
1915年（大正4年）11月23日、盛岡市初の活動写真常設館（映画館）として生姜町（現在の肴町と八幡町の間）に紀念館が開館した。
1935年（昭和10年）6月4日、盛岡市に現在の株式会社中央映画劇場が設立され、（初代）中央映画劇場が開館した。三田義正などの岩手財界人らが周辺の発展を意図して開館させた娯楽施設であり、当時としては珍しく冷暖房を完備したうえに土足での入場を可能とした映画館だった。1階は500席、2階は250席であり、すべての座席が椅子席だった。
1938年（昭和13年）8月8日には中央映画劇場の隣接地に東宝直営館の第一映画劇場が開館した。太平洋戦争の最中には混乱もあったが、終戦後3ヶ月足らずの1945年（昭和20年）11月1日に松竹作品『そよかぜ』で興行を再開した。
1950年（昭和25年）には洋画専門館の中央ホール、1954年（昭和29年）には盛岡映画劇場と盛岡文化映画劇場、1955年（昭和30年）には日活直営館の盛岡日活劇場、1956年（昭和31年）9月14日には東映直営館の盛岡東映劇場、1958年（昭和33年）には松竹直営館の盛岡松竹映画劇場、1959年（昭和34年）には盛岡セントラル劇場と東宝直営館の盛岡東宝映画劇場が開館し、今日の「盛岡映画館通り」が形成された。中央映画劇場は「盛岡映画館通り」初の映画館である。映画黄金期の昭和30年代、盛岡市には16館の映画館があった。

### 盛岡中劇2・3 → （2代目）中央映画劇場
1993年（平成5年）10月29日をもって第一映画劇場が老朽化により閉館し、中央会館2階の中央ホールが盛岡東宝に改称。それから4年後の1997年（平成9年）12月、第一映画劇場の跡地に第8大通ビルが竣工し、5階に盛岡中劇2・3（中央映画劇場2・3）が開館した。2000年（平成12年）3月3日には北上市に岩手県初のシネマコンプレックスであるワーナー・マイカル・シネマズ北上（後のイオンシネマ北上）が開館し、「盛岡映画館通り」の映画館は観客数減少などの影響を受けた。
2004年（平成16年）1月9日には2スクリーンの盛岡東映劇場が閉館し、「盛岡映画館通り」の映画館が12館に減少した。2009年（平成21年）1月31日には盛岡ピカデリーと2スクリーンの盛岡名劇の3館が閉館し、「盛岡映画館通り」の映画館が一時的に6館となった。ただ、盛岡ピカデリーはその後1ヶ月足らずで営業再開し、盛岡名劇も南部興行からフォーラム運営委員会へ引き継がれて半年後の7月31日には「アートフォーラム」と改名した上で再開館しており、すぐに9館体制に復活している。
2012年（平成24年）4月3日には前述の通り中央会館にあった中央映画劇場と盛岡東宝が閉館したため、第8大通ビルの盛岡中劇2・3が盛岡中劇（中央映画劇場）に改称した。旧中央会館の跡地は三井のリパーク盛岡映画館通り第2駐車場となっている。

## 座席数
| スクリーン  | 座席数 | 設備              |
| ----------- | ------ | ----------------- |
| スクリーン1 | 173    | SR/SRD/DTS        |
| スクリーン2 | 74     | SR/SRD/DTS/SRD-EX |